# Echo (album de Tom Petty and the Heartbreakers)
Pour les articles homonymes, voir Écho.
Albums de Tom Petty and the Heartbreakers
Songs and Music from "She's the One"
(1996) The Last DJ
(2002)
Echo  (1999) est un album du groupe de rock américain Tom Petty and the Heartbreakers.
L'album a été classé N°10 au Billboard en 1999.

## Liste des titres
Toutes les chansons sont écrites et composées par Tom Petty, sauf indication contraire.
| No  | Titre                        | Auteur        | Durée |
| --- | ---------------------------- | ------------- | ----- |
| 1.  | Room at the Top              |               | 5:00  |
| 2.  | Counting on You              |               | 4:05  |
| 3.  | Free Girl Now                |               | 3:30  |
| 4.  | Lonesome Sundown             |               | 4:32  |
| 5.  | Swingin'                     |               | 5:30  |
| 6.  | Accused of Love              |               | 2:45  |
| 7.  | Echo                         |               | 6:36  |
| 8.  | Won't Last Long              |               | 4:22  |
| 9.  | Billy the Kid                |               | 4:08  |
| 10. | I Don't Wanna Fight          | Mike Campbell | 2:47  |
| 11. | This One's for Me            |               | 2:42  |
| 12. | No More                      |               | 3:15  |
| 13. | About to Give Out            |               | 3:12  |
| 14. | Rhino Skin                   |               | 3:57  |
| 15. | One More Day, One More Night |               | 5:37  |

## Musiciens
- Tom Petty : chant, guitare, harmonica
- Mike Campbell : guitare, guitare basse, chant
- Howie Epstein : guitare basse, chant
- Benmont Tench : orgue, piano, clavinet
- Scott Thurston : guitare, chant
- Steve Ferrone : batterie
- Lenny Castro : percussions